# مایکل جی. دورانت
مایکل جی. دورانت (به انگلیسی: Michael J. Durant)، خلبان بالگرد آمریکایی از نوع سیکورسکی یواچ-۶۰ بلک هاوک با کد عملیاتی سوپر ۴-۶ (Super۶-۴) در نبرد موگادیشو بود که در جریان سقوط این پرنده، یازده روز به اسارت شبه نظامیان سومالیایی درآمد. وی در کارنامه عملیاتی خود، حضور در عملیات فرصت برجسته علیه نیروی دریایی ایران را نیز دارد.